# Чепстоу
Чѐпстоу (на английски: Chepstow; на уелски: Cas-gwent, Кас гуѐнт) е град в Югоизточен Уелс, графство Мънмътшър. Разположен е на границата с Англия около устието на река Уай при вливането ѝ в река Севърн и на около 30 km на североизток от столицата Кардиф. Има жп гара. Туристическа атракция е замъкът Чепстоу Касъл. Населението му е 14 195 жители според данни от преброяването през 2001 г.

## Личности
- Ричард Мийд (1938 – 2015), британски състезател по конен спорт, олимпийски, световен и европейски шампион